# Jesper Jargil
Jesper Jargil (født 5. januar 1945) er en dansk instruktør og fotograf.
Jargil er kendt for sine dokumentarfilm om instruktøren Lars von Trier: Med De ydmygede (1998) skabte han et portræt af Lars von Trier og filmholdet i arbejde under optagelser til Triers Dogme-film Idioterne (1998).
De lutrede (2002) uddyber Dogme-erfaringen ved at lade de tre andre Dogmebrødre, Thomas Vinterberg, Søren Kragh-Jacobsen og Kristian Levring gøre status over, hvad Dogme-reglerne har betydet.
Jargils Trier-trilogi fuldendes af De udstillede (2002) om Triers og Morten Arnfreds eksperimentalforestilling/-udstilling Psykomobile # 1: Verdensuret, som løb af stabelen i Kunstforeningens lokaler på Gl. Strand i København i 1996.